# Emblyna teideensis
Emblyna teideensis là một loài nhện trong họ Dictynidae.
Loài này thuộc chi Emblyna. Emblyna teideensis được Jörg Wunderlich miêu tả năm 1992.